# 5-Metoksy-N,N-diizopropylotryptamina
5-Metoksy-N,N-diizopropylotryptamina (5-MeO-DiPT) – organiczny związek chemiczny, psychodeliczna substancja psychoaktywna, pochodna tryptaminy. 
.